# Xyris calostachys
Xyris calostachys là một loài thực vật hạt kín trong họ Hoàng đầu. Loài này được Paulsen ex Warm. miêu tả khoa học đầu tiên năm 1893.